# Volkshuis met theater in Prostějov

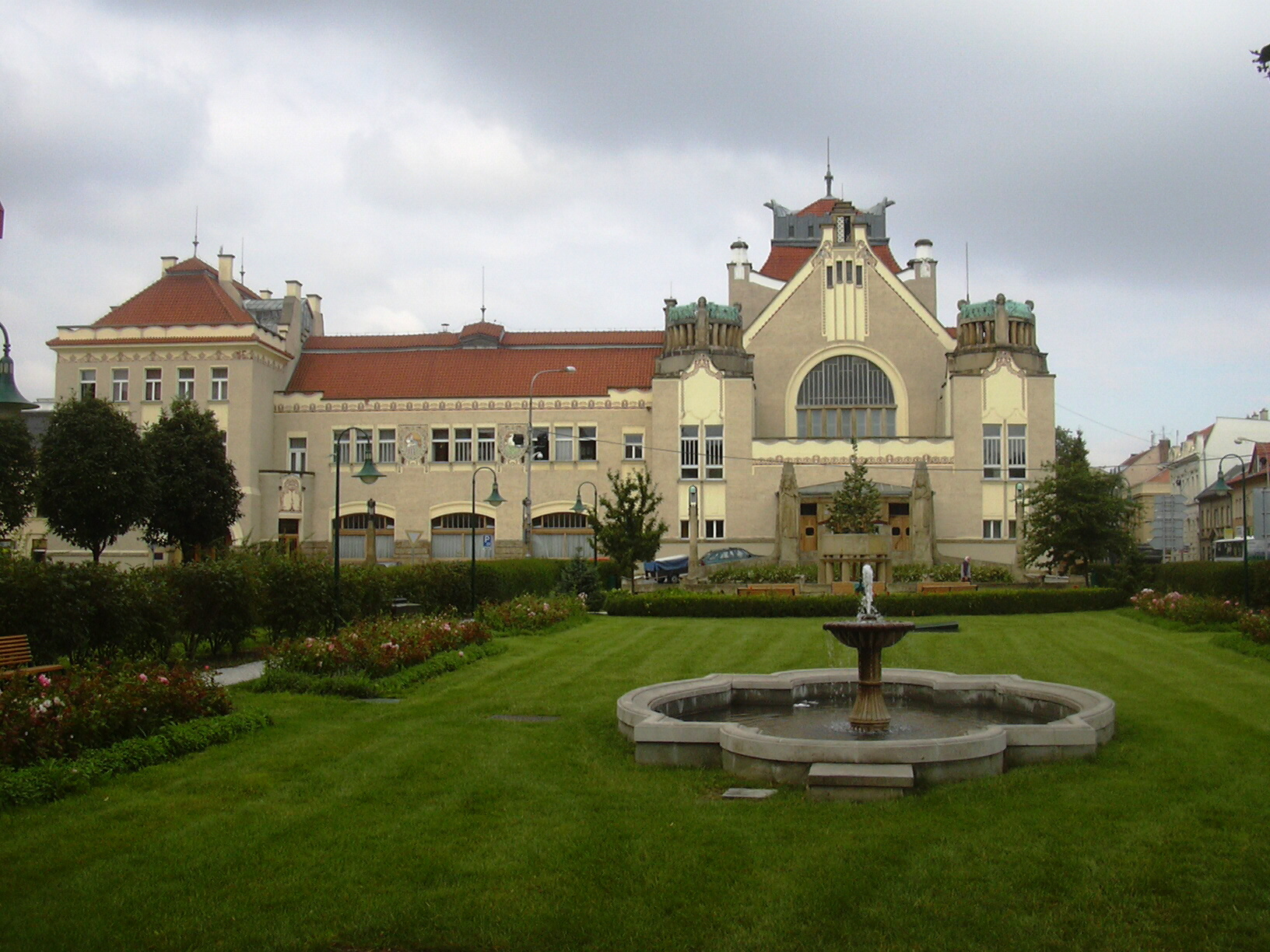
Volkshuis met theater in Prostějov

Volkshuis met theater (Tsjechisch: Národní dům) is een gebouw in de Tsjechische stad Prostějov ontworpen door de Tsjechische architect Jan Kotěra. Het werd gebouwd tussen 1905 en 1907.